# Jaillans
Jaillans este o comună în departamentul Drôme din sud-estul Franței. În anul 2009 avea o populație de 866 de locuitori.

## Evoluția populației
| An        | 1975 | 1982 | 1990 | 1999 | 2006 | 2009 |
| --------- | ---- | ---- | ---- | ---- | ---- | ---- |
| Populație | 368  | 417  | 520  | 597  | 741  | 866  |